# Bible of Dreams
Bible of Dreams – czwarty album studyjny brytyjskiego zespołu Juno Reactor wydany 18 czerwca 1997 w Wielkiej Brytanii przez wytwórnię Blue Room Released. Utwory znajdujące się na albumie należą do nurtu muzyki psychedelic trance oraz goa trance. Album został wydany w Wielkiej Brytanii, Japonii, Izraelu i Polsce w wersji z ośmioma utworami, natomiast w USA oprócz wersji podstawowej wydano także album w wersji z dodatkowym, 9. utworem - High Energy Protons (Orion Mix) (remix utworu z pierwszej i debiutanckiego albumu zespołu - Transmissions). Album został reedytowany w Japonii 21 sierpnia 2002 przez Universal Music (tego samego dnia reedytowano również pozostałe krążki Juno Reactor oprócz albumu Lu.Ci-Ana, które zostały wydane przed rokiem 2000).

## Premiery
- 18 VI 1997 – LP: [BLUEROOM RELEASED: BR042LP]
- 18 VI 1997 – CD: [BLUEROOM RELEASED: BR042CD]
- 1997 – CD: [PHONKOL: 2087-2]
- 18 VI 1997 – CD: [CANYON: PCCY1126]
- VIII 1997 – CD: [TVT RECORDS/WAX TRAX: TVT 7248-2 CD] (wersja rozsz.)
- VIII 1997 – CS: [TVT RECORDS/WAX TRAX: TVT 7248-2 CS] (wersja rozsz.)
- VIII 1997 – CD: [TVT RECORDS/WAX TRAX: TVT 7248-2P] (wersja podst.)
- 1999 – CD: [SPV POLAND/BIG BLUE: SPV-D 0562]

## Lista utworów

### Wielka Brytania, Japonia, Izrael, Polska i USA
1. Jardin De Cecile (07:03)
2. Conga Fury (08:06)
3. God is God (06:47)
4. Komit (08:12)
5. Swamp Thing (05:16)
6. Kaguya Hime (06:38)
7. Children of the Night (07:56)
8. Shark (09:36)

### USA
1. Jardin De Cecile (07:03)
2. Conga Fury (08:06)
3. God is God (06:47)
4. Komit (08:12)
5. Swamp Thing (05:16)
6. Kaguya Hime (06:38)
7. Children of the Night (07:56)
8. Shark (09:36)
9. High Energy Protons (Orion Mix) (06:28)

## Ekipa
(Numery utworów według wersji podstawowej albumu)

### Produkcja

#### Muzyka
- Ben Watkins (wszystkie utwory)
- Mike Maguire (utwory: 1, 4, 5, 6, 7)
- Nick Burton (utwory: 3, 6, 8)

#### Instrumenty
- Mike Maguire (utwory: 1, 4, 5, 6, 7) – perkusja
- Nick Burton (utwory: 3, 6, 8) – perkusja
- Mabi Thobejane (utwór: 2) – bębny
- Bronwyn Lee (utwór: 2) – perkusja
- Stephen Holweck (utwór: 5) – gitara basowa
- Mabi Thobejane (utwór: 5) – congo
- Pete Glenister (utwór: 5) – gitara
- Mzwandile Qotoyi (utwór: 5) – perkusja

#### Wokal
- Natacha Atlas (utwór: 3)
- Yapo & Harn (utwór: 6)

### Postprodukcja
- Juno Reactor - produkcja
- Mike Maguire - produkcja (utwory: 1, 4, 5, 6, 7)
- Nick Burton - produkcja (utwory: 3, 6, 8)
- Xavier Morel - koprodukcja (utwór: 1)
- Paul Jackson - koprodukcja (utwory: 1, 4)
- Johann Bley - koprodukcja (utwory: 5, 7)
- Greg Hunter - montaż (utwory: 1, 3, 6)
- Richard Edwards - montaż (utwór: 5)
- Kevin Metcalfe - mastering
- MadArk - projekt graficzny